# Boloria postgentilinea
Boloria postgentilinea är en fjärilsart som beskrevs av Ruggero Verity 1933. Boloria postgentilinea ingår i släktet Boloria och familjen praktfjärilar. Inga underarter finns listade i Catalogue of Life.